# Brooksville (Florida)
Brooksville és una població dels Estats Units, seu del comtat d'Hernando, a l'estat de Florida. Segons el cens del 2000 tenia 7.264 habitants.

## Demografia
Segons el cens del 2000, Brooksville tenia 7.264 habitants, 3.220 habitatges, i 1.832 famílies. La densitat de població era de 567,7 habitants per km².
Dels 3.220 habitatges en un 23,7% hi vivien nens de menys de 18 anys, en un 39,9% hi vivien parelles casades, en un 14% dones solteres, i en un 43,1% no eren unitats familiars. En el 38% dels habitatges hi vivien persones soles el 21,2% de les quals corresponia a persones de 65 anys o més que vivien soles. El nombre mitjà de persones vivint en cada habitatge era de 2,14 i el nombre mitjà de persones que vivien en cada família era de 2,82.
Per edats la població es repartia de la següent manera: un 22,1% tenia menys de 18 anys, un 7,8% entre 18 i 24, un 21,7% entre 25 i 44, un 18,7% de 45 a 60 i un 29,7% 65 anys o més.
L'edat mediana era de 44 anys. Per cada 100 dones de 18 o més anys hi havia 76,4 homes.
La renda mediana per habitatge era de 25.489 $ i la renda mediana per família de 31.060 $. Els homes tenien una renda mediana de 29.837 $ mentre que les dones 21.804 $. La renda per capita de la població era de 16.265 $. Entorn del 16,8% de les famílies i el 21,5% de la població estaven per davall del llindar de pobresa.

## Poblacions més properes
El següent diagrama mostra les poblacions més properes.